# Mariano Agosta
Mariano Agosta (Licodia Eubea, 16 luglio 1850 – Licodia Eubea, 7 giugno 1927) è stato un pittore italiano.

## Biografia
Vissuto a cavallo fra il XIX e il XX secolo, tra le sue opere si ricordano una scuola di Atene, un panorama olio su tela di Licodia Eubea e un San Gregorio.
Agosta si diplomò presso l'Accademia di belle arti di Napoli. Si ricordano di questo pittore le grandi doti nel campo del ritratto. Egli infatti ebbe diverse offerte di lavoro in tutta Europa, in piccoli e grandi centri, ma sempre rifiutò per amore verso il suo paese natale. Si attribuisce ad Agosta il ritratto olio su tela dell'illustre canonico Martino La Russa, vissuto a Licodia Eubea nel XVI secolo. Sicuramente Agosta ebbe l'opportunità di copiare la fisionomia del canonico da un altro dipinto per poi riprodurlo in uno nuovo, oggi visibile presso i locali del Museo archeologico Antonio Di Vita di Licodia Eubea.
Agosta rientra nel filone dei pittori nazareni dell'Ottocento, in quanto prediligeva in molti suoi dipinti realizzati per privati o chiese il soggetto sacro. A Grammichele, infatti, presso la chiesa di San Leonardo si conserva una sua tela raffigurante la Madonna del Lume del 1914, mentre nella chiesa dello Spirito Santo è conservata un'altra tela della stessa epoca, raffigurante l'assunzione della Vergine Maria in cielo e gli Apostoli.